# Tylorhynchus heterochaetus
Tylorhynchus heterochaetus är en ringmaskart som först beskrevs av Jean Louis Armand de Quatrefages de Bréau 1866.  Tylorhynchus heterochaetus ingår i släktet Tylorhynchus och familjen Nereididae. Inga underarter finns listade i Catalogue of Life.